# Антонівка (Берестинський район)
Анто́нівка — село в Україні, у Берестинському районі Харківської області. Населення становить 221 осіб. Орган місцевого самоврядування — Кегичівська селищна рада.

## Географія
Село Антонівка знаходиться на березі річки Вошива, біля її витоків. На річці кілька загат. За 4 км розташоване селище Кегичівка.

## Історія
Офіційною датою заснування вважається 1771 рік.
Під час організованого радянською владою Голодомору 1932—1933 років померло щонайменше 134 жителі села.
1962 року біля села утворилося солоне озеро техногенного походження.

## Економіка
- Фермерське господарство.
- Невеликий глиняний кар'єр.

## Об'єкти соціальної сфери
- Бібліотека.
- Клуб.
- 2 магазини